# Regtech
RegTech (del inglés regulatory technology, ‘tecnología regulatoria’) es un término acuñado para definir a aquellas empresas de base tecnológica que crean soluciones dirigidas a cumplir y adaptarse a los requerimientos regulatorios de cada sector.
Las RegTech utilizan tecnologías como la computación en la nube, los macrodatos o la cadena de bloques, y se caracterizan por la agilidad y flexibilidad que ofrecen ante cualquier cambio regulatorio.